# ۱۹۲۸

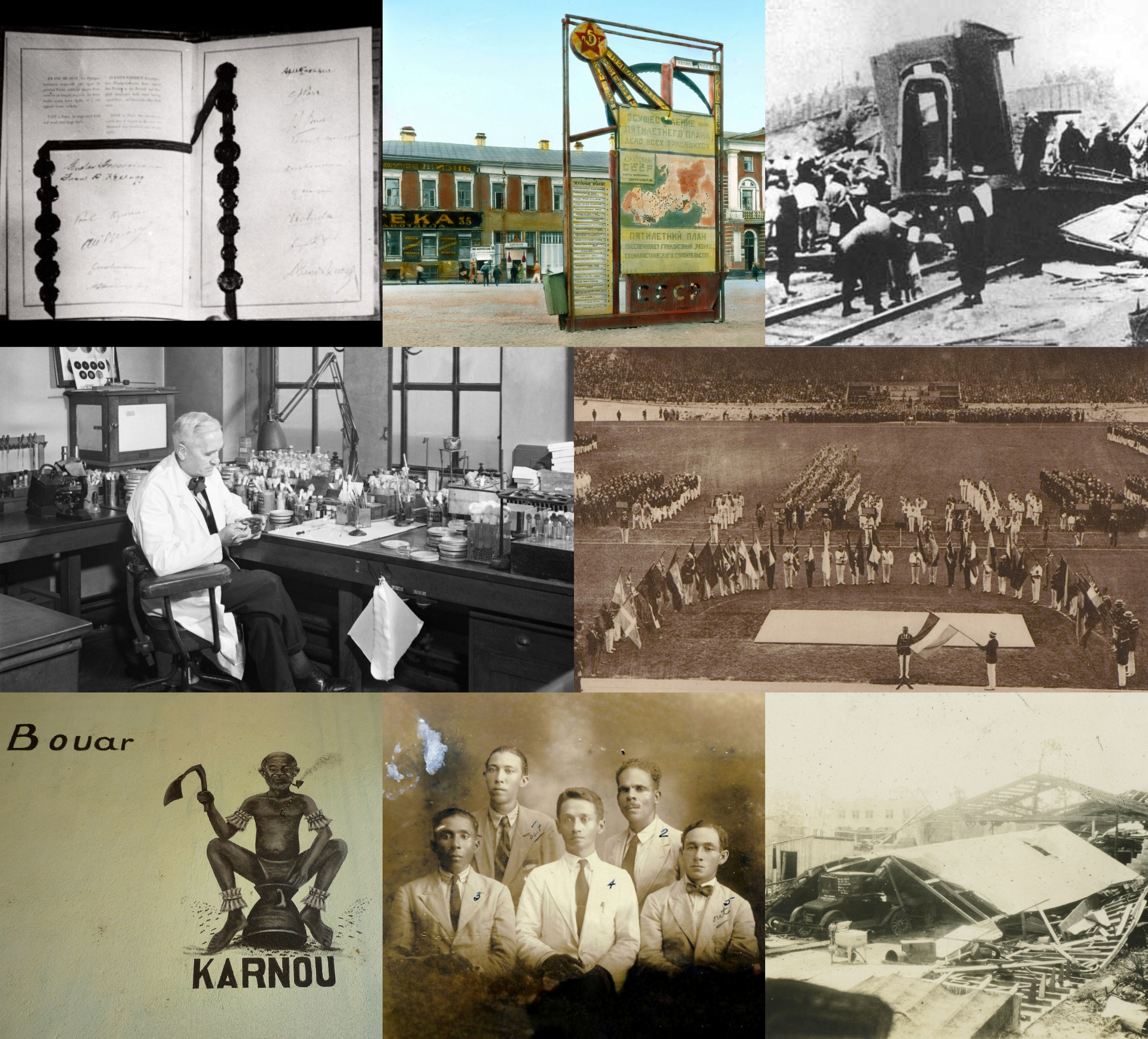

## 28 سپتامبر–الکساندر فلمینگ، پزشک اسکاتلندی،پنی‌سیلینرا کشف کرد.[۱]
- انجام آزمایش گریفیت، آزمایشی پیشگام در ژنتیک
- آوریل - تغییر خط در تاجیکستان از فارسی به لاتین[۲]
- خلق شخصیت میکی موس توسط والت دیزنی

## زادروزها
- ۷ ژانویه – ویلیام پیتر بلتی، فیلمنامه‌نویس، نویسنده، و کارگردان آمریکایی (د. ۲۰۱۷)
- ۱۵ ژانویه – جوآن لینویل، بازیگر آمریکایی (د. ۲۰۲۱)
- ۲۵ ژانویه - ادوارد شواردنادزه، سیاست‌مدار گرجستانی و رئیس‌جمهور این کشور (د. ۲۰۱۴)
- ۲۶ ژانویه – روژه وادیم، فیلمنامه‌نویس، بازیگر، و کارگردان فرانسوی (د. ۲۰۰۰)
- ۲۷ ژانویه – هانس مدرف، سیاست‌مدار اهل آلمان (د. ۲۰۲۳)
- ۴ فوریه – کیم یونگ نام، سیاست‌مدار اهل کره شمالی
- ۶ فوریه – آلان اچ. ملتسر، اقتصاددان اهل ایالات متحده آمریکا (د. ۲۰۱۷)
- ۳ مارس – گودرون پازوانگ، نویسندهٔ آلمانی ادبیات کودک و نوجوان (د. ۲۰۲۰)
- ۱۸ مارس – فیدل راموس، سیاست‌مدار فیلیپینی (د. ۲۰۲۲)
- ۸ آوریل – اریک پرتر، بازیگر بریتانیایی (د. ۱۹۹۵)
- ۹ آوریل – تام لهرر، خواننده-ترانه‌سرا، ریاضی‌دان، خواننده، و پیانیست آمریکایی
- ۲۸ آوریل – ایو کلن، نقاش فرانسوی (د. ۱۹۶۲)
- ۴ مه - حسنی مبارک، نظامی و سیاست‌مدار مصری و رئیس‌جمهور این کشور (د. ۲۰۲۰)
- ۱۲ مه – برت بکراک، پیانیست و آهنگساز آمریکایی (د. ۲۰۲۳)
- ۲۱ مه – آلیس درامند، بازیگر آمریکایی (د. ۲۰۱۶)
- ۳ ژوئن – دونالد جود، هنرمند آمریکایی (د. ۱۹۹۴)
- ۱۲ ژوئن – ریچارد ام. شرمن، ترانه‌سرا و آهنگساز آمریکایی
- ۱۳ ژوئن – جان فوربز نش، ریاضی‌دان آمریکایی (د. ۲۰۱۵)
- ۱۴ ژوئن - چه گوارا، انقلابی و سیاست‌مدار آرژانتینی (د. ۱۹۶۷)
- ۱۹ ژوئن – نانسی مارچاند، بازیگر آمریکایی (د. ۲۰۰۰)
- ۲۲ ژوئن – رالف ویت، بازیگر آمریکایی (د. ۲۰۱۴)
- ۲ ژوئیه – ایوان کارل کینچلو، جونیور، افسر آمریکایی (د. ۱۹۵۸)
- ۱۲ ژوئیه – الیاس کوری، شیمی‌دان آمریکایی
- ۱۶ ژوئیه – رابرت شکلی، نویسنده آمریکایی (د. ۲۰۰۵)
- ۵ اوت – بوگدان ماگلیچ، فیزیک‌دان آمریکایی (د. ۲۰۱۷)
- ۶ اوت – اندی وارهول، هنرمند آمریکایی (د. ۱۹۸۷)
- ۲۲ اوت – کارل هاینز اشتوکهاوزن، آهنگساز آلمانی (د. ۲۰۰۷)
- ۲۵ اوت – هربرت کرومر، فیزیک‌دان آلمانی
- ۴ سپتامبر – دیک یورک، بازیگر آمریکایی (د. ۱۹۹۲)
- ۱۹ سپتامبر – ادام وست، بازیگر آمریکایی (د. ۲۰۱۷)
- ۲۸ سپتامبر – کوکو تیلور، موسیقی‌دان آمریکایی (د. ۲۰۰۹)
- ۹ نوامبر – ان سکستون، شاعر آمریکایی (د. ۱۹۷۴)
- ۱۱ نوامبر – کارلوس فوئنتس، نویسنده، فیلمنامه‌نویس، و دیپلمات مکزیکی (د. ۲۰۱۲)
- ۹ دسامبر – دیک وان پاتن، بازیگر آمریکایی (د. ۲۰۱۵)
- ۱۵ دسامبر – فریدنریخ هاندرتواسر، معمار، نقاش، و مجسمه‌ساز اتریشی (د. ۲۰۰۰)
- ۱۷ دسامبر – جورج لیندزی، فیلمنامه‌نویس و بازیگر آمریکایی (د. ۲۰۱۲)
- استنلی کوبریک
- جیمز کابرن، بازیگر آمریکایی
- انیو موریکونه آهنگساز ایتالیایی

## درگذشت‌ها
- ۱۱ ژانویه - توماس هاردی، شاعر و نویسنده بریتانیایی (ز. ۱۸۴۰)
- ۲۸ ژانویه - ویسنته بلاسکو ایبانز، فیلمنامه‌نویس، ژورنالیست، کارگردان، نویسنده، و سیاست‌مدار اسپانیایی (ز. ۱۸۶۷)
- ۱۵ فوریه - هربرت هنری اسکویت، سیاست‌مدار بریتانیایی (ز. ۱۸۵۲)
- ۲ آوریل – تئودور ویلیام ریچاردز، شیمی‌دان آمریکایی (ز. ۱۸۶۸)
- ۲۵ آوریل - فلوید بنت، خلبان آمریکایی
- ۱۹ مه – ماکس شلر، فیلسوف آلمانی (ز. ۱۸۷۴)
- ۱۸ ژوئن (تاریخ تقریبی) - روئال آمونسن، کاشف نروژی قطب جنوب
- ۱۹ ژوئن – نورا بیز، بازیگر و خواننده آمریکایی (ز. ۱۸۸۰)
- ۲۱ ژوئیه – الن تری، بازیگر بریتانیایی (ز. ۱۸۴۷)
- ۸ اکتبر – لری سمون، فیلمنامه‌نویس، بازیگر، و کارگردان آمریکایی (ز. ۱۸۸۹)
- ۱۳ اکتبر – ماریا فیودوروونا، شاهدخت دانمارکی و ملکه روسیه (ز. ۱۸۴۷)
- ۱۷ اکتبر، فرانک دیکسی، نقاش و طراح بریتانیایی
- ۲۲ اکتبر – اندرو فیشر، سیاست‌مدار و دیپلمات استرالیایی (ز. ۱۸۶۲)
- ۳۰ اکتبر – رابرت لانسینگ، وکیل و دیپلمات آمریکایی (ز. ۱۸۶۴)

### تاریخ نامعلوم
- آقابالا آقاسعیداغلو، موسیقی‌دان اهل امپراتوری روسیه (ز. ۱۸۶۰)